# Apollon de Véies

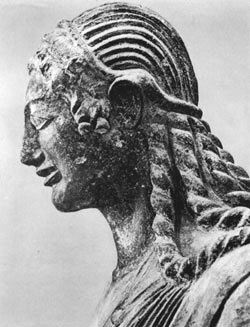
Tête de l'Apollon de Véies

L'Apollon de Véies est une statue acrotère étrusque en terre cuite datant du VIe siècle av. J.-C., probablement œuvre de l'artiste étrusque Vulca et aujourd'hui conservée au Musée national étrusque de la villa Giulia à Rome (no 40702).

## Contexte

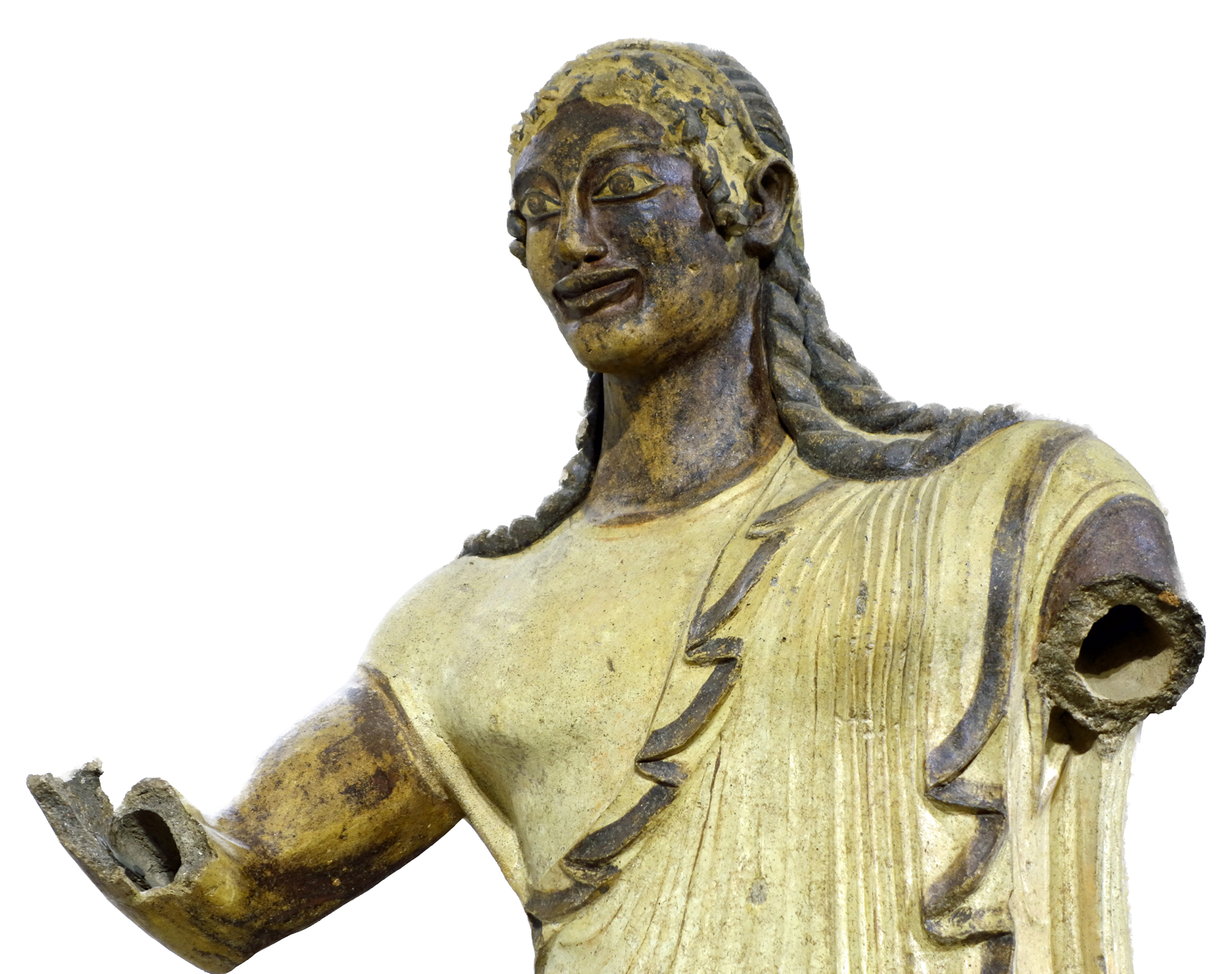
Apollon de Véies

La statue fut découverte en 1916 par  Giulio Quirino Giglioli (1886-1957) sur le site étrusque du sanctuaire de Portonaccio. Haute d'environ 1,80 m, elle faisait partie d'un ensemble de sculptures en terre cuite en dimensions naturelles, toutes modelées entre 510 et 490 av. J.-C., qui ornaient le columen du temple dédié à Menrva situé à 12 m de hauteur.
Les morceaux de l'Apollon furent retrouvés en 1916 par Giglioli en même temps  que la partie inférieure d'une statue d'Hercule et de la biche de Cérynie. Un fragment de la peau de lion d'Hercule permit d'identifier le personnage, dont le torse ne fut retrouvé qu'en 1944 puis un fragment de la tête en 1949. Ces sculptures formaient un groupe représentant presque certainement l'affrontement entre Apollon et Hercule pour la possession de la biche, dédiée à Artémis. Un buste d'Hermès, retrouvé en même temps que l'Apollon, faisait partie du groupe.

## Technique

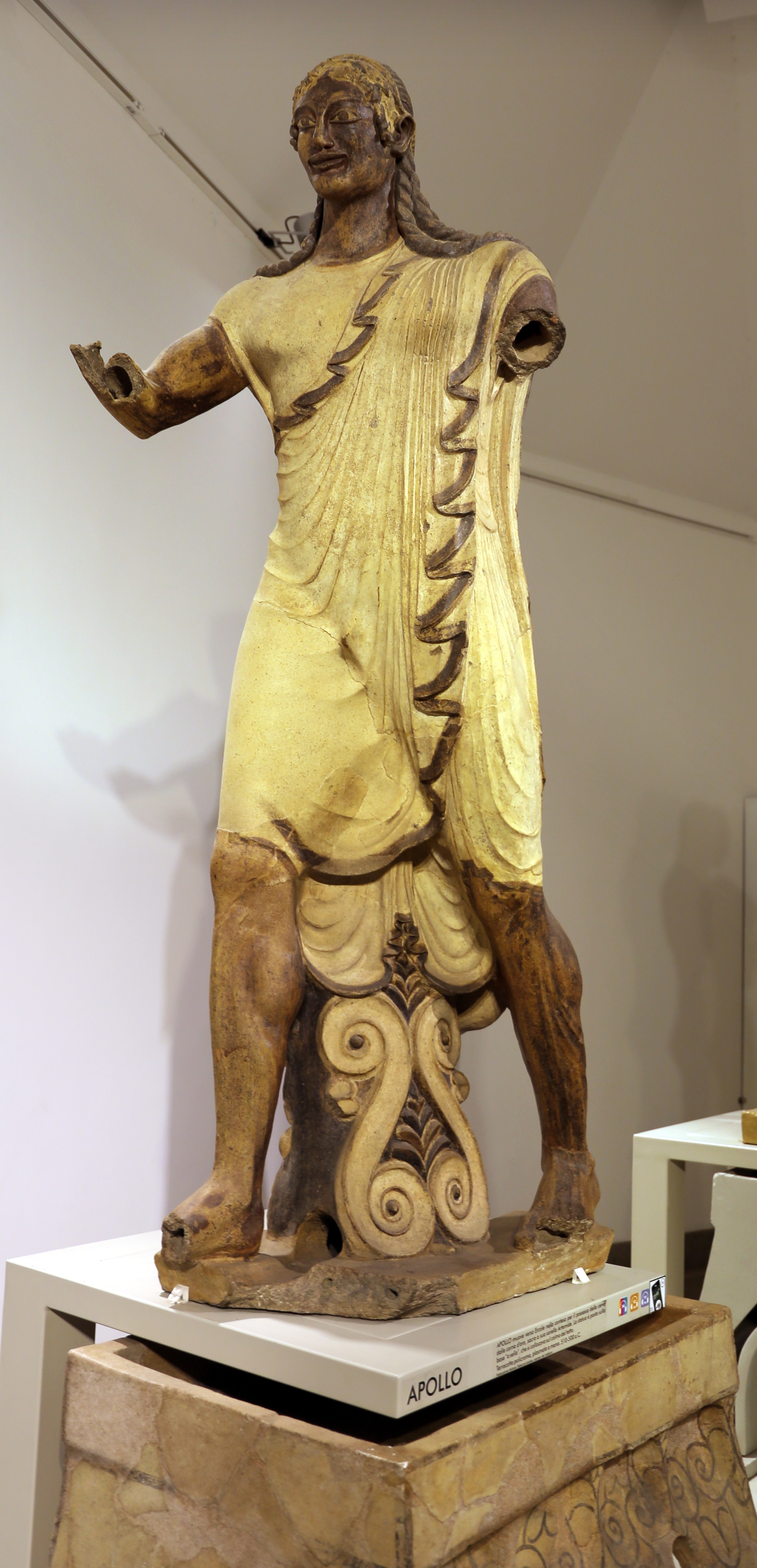
Apollon de Véies

La sculpture fut réalisée en modelant séparément le corps et la tête, les bras et les jambes, mais elle fut cuite entière. Les surfaces étaient peintes : en noir les cheveux, en rouge violacé la peau et en deux différentes nuances d'ocre le vêtement et le manteau.

## Style
Le style accentue le mouvement et les volumes caractéristiques sont clairement définis, avec notamment la pression des plis des vêtements sur le corps. L'artiste a pris en compte le point de vue de l'angle, en corrigeant les illustrations avec les déformations optiques nécessaires. L'influence de la sculpture grecque de l'époque apparaît dans cette œuvre, comme dans d'autres œuvres de l'art étrusque de cette période.